# Pantherophis guttatus
La serpiente del maíz (Pantherophis guttatus) es una especie de serpiente de la familia Colubridae. Se le llama serpiente del maíz por el patrón que se dibuja en la parte del vientre que recuerda al de una mazorca de maíz ancestral, es una serpiente solitaria y no vive en hoyos sino en la planicie, y los campos y praderas son las mejores áreas para encontrar su alimento, protección y escondite. Son populares en el mercado de mascotas, quizás por ser más pequeñas y dóciles que otras especies de serpientes y por no poseer veneno.

## Distribución
Su área de distribución es de Maryland y Nueva Jersey llegando hacia el sur a la costa del golfo de México; la subespecie Pantherophis guttatus emoryi (la serpiente ratera de los grandes llanos) se puede encontrar en Texas, el norte de México y subiendo a través de Kansas y de Misuri.

### Como especie exótica
Debido a su potencial colonizador y constituir una amenaza grave para las especies autóctonas, los hábitats o los ecosistemas, esta especie ha sido incluida en el Catálogo Español de Especies Exóticas Invasoras, regulado por el Real Decreto 630/2013, de 2 de agosto, estando prohibida en este caso para Baleares su introducción en el medio natural, posesión, transporte, tráfico y comercio.

## Características
Su apariencia es de color amarillo con triángulos naranja mandarina con bordes negros o perfilados, miden 70 a 80cm. Viven hasta 20 años.

## Biología

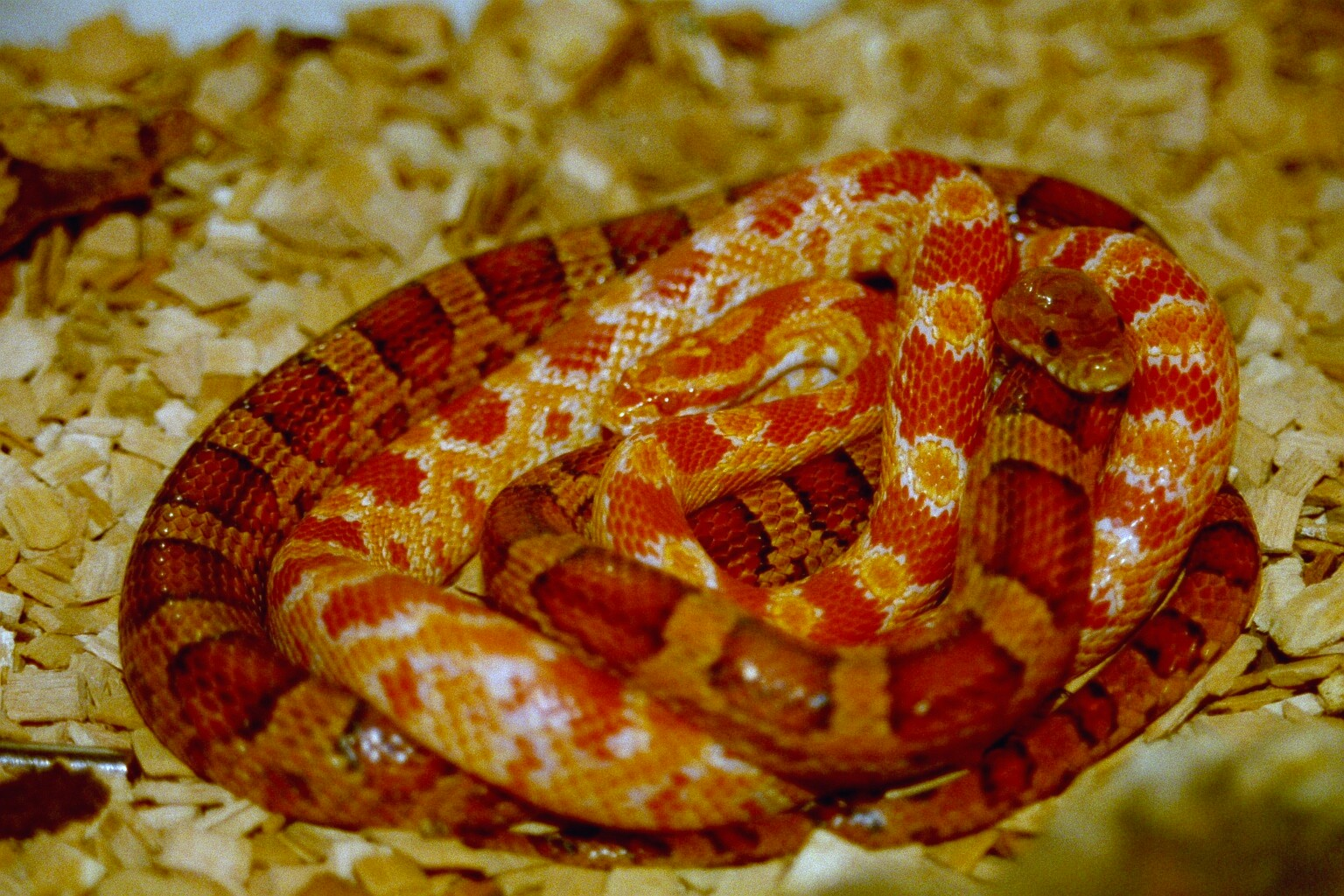
Dos Elaphe sobre un lecho de corteza.

Cuando son jóvenes se alimentan de  grillos, escarabajos, gusanos; al llegar a la edad adulta consumen  lagartijas,  pájaros y roedores; son buenas escaladoras y trepan árboles buscando aves y murciélagos. Aunque en cautividad, desde su nacimiento se las puede alimentar a base de ratones de diferentes tamaños dependiendo de la longitud de la serpiente, en su juventud se les proporciona "pinkis" o ratones recién nacidos, luego pasando a "primer pelo", "destetados", jóvenes y adultos.
Están más activas por la noche o durante las horas del amanecer y al anochecer. Sobre todo son terrestres pero algunas son semiarbóreas. Mientras las especies de Elaphe se alimentan de peces, ranas, roedores y otros mamíferos, E. guttata empieza por alimentarse de invertebrados pequeños como grillos, moviéndose rápidamente hasta los roedores. E. guttata es ovípara y llega a la madurez sexual a los dos años de edad.

## Taxonomía
En 2002, todas las serpientes norteamericanas del género Elaphe se reclasificaron en el género Pantherophis, cambiando su Elaphe guttata a Pantherophis guttatus, sin embargo no se aceptó este cambio, y sigue refiriéndose como Elaphe. [cita requerida]
En 2003 el Herpetological Review rechazó el cambio de Elaphe a Pantherophis sobre la base de insuficientes estudios. El "International Committee for Zoological Nomenclature, ICZN" no ha tomado ese cambio. Los cambios taxonómicos se hacen oficiales cuando los aprueba el ICZN, y mientras no lo publiquen, los artículos con la reclasificación taxonómica se toman como sugerencias taxonómicas. [cita requerida]

## Cuidados en cautiverio

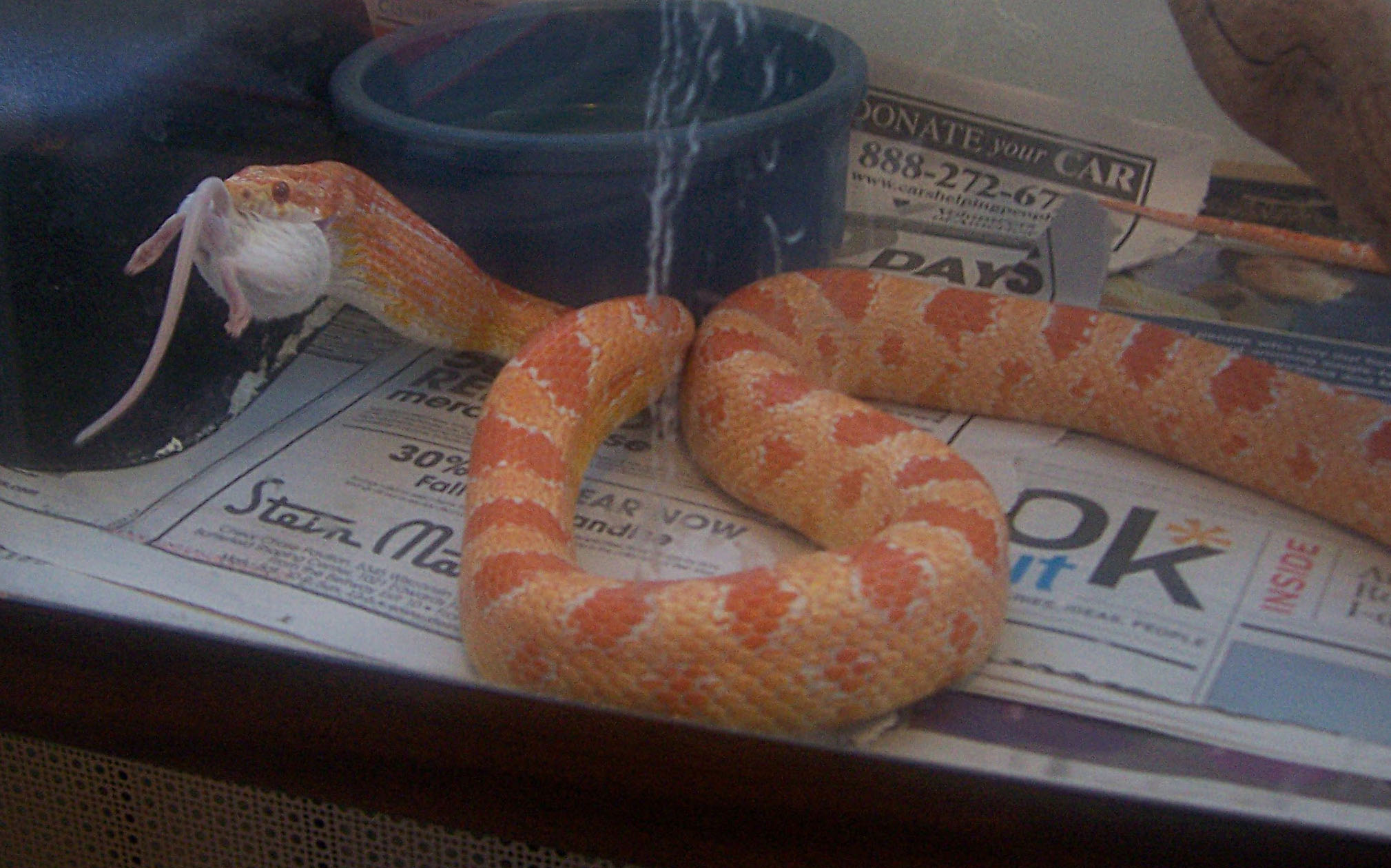
Una Elaphe engullendo un ratón.

Son populares en el mercado de mascotas, son conocidas por ser más pequeñas y dóciles que otras especies de serpientes. No son venenosas, otra razón para explicar su adopción como mascota. 
Los Elaphe fueron las primeras serpientes en cautiverio. por su naturaleza dócil, fácil de cuidar y amplia variedad de morfologías, son las más comunes serpientes en el mercado de las mascotas.
Como mascota, los juveniles Elaphe son alimentados con carne molida y algunas veces grillos e insectos  una o dos veces semanalmente, los adultos pueden comer un pedazo de carne  por semana. Las serpientes deben mantenerse con una temperatura de entre 21-25 en la zona fría y 30 °C (de una lámpara de calor o una manta térmica), y un ciclo de luz de 8 a 12 h por día. Requieren poca humedad, entre 40 a 50 %, y buen lugar para permanecer y para ascensos. Ramas de árboles son buenas como cama. Puede ser útil una bandeja de agua para los juveniles, asegurando que no sea mayor a la serpiente, porque se puede lastimar debajo que él.
Las E. guttata y las otras especies de Elaphe cuando están en cautiverio se deben tener en un lugar de por lo menos 2 m³ y el contenedor debe tener una tapa segura. Una serpiente que quiere salir puede empujar contra la tapa o el cristal hasta que encuentre una apertura bastante grande para su cabeza; donde vaya su cabeza va su cuerpo. Algunas serpientes frotarán constantemente su nariz contra la tapa del terrario en un esfuerzo de encontrar una salida. Las abrasiones que resultan se deben tratar con un ungüento antiséptico y antibiótico. Los mobiliarios en el recinto se deben entonces evaluar para proporcionar a un ambiente más natural.